# Hosszúfarkú billegető
A hosszúfarkú billegető (Motacilla clara) a madarak osztályának verébalakúak (Passeriformes) rendjébe és a billegetőfélék (Motacillidae) családjába tartozó faj.

## Rendszerezése
A fajt Richard Bowdler Sharpe angol ornitológus írta le 1908-ban.

## Alfajai
- Motacilla clara chapini Amadon, 1954
- Motacilla clara clara Sharpe, 1908
- Motacilla clara torrentium Ticehurst, 1940[2]

## Előfordulása
Afrikában, Angola, Botswana, Burundi, a Dél-afrikai Köztársaság, Kamerun, a Kongói Köztársaság, a Kongói Demokratikus Köztársaság, a Közép-afrikai Köztársaság, Elefántcsontpart, Egyenlítői-Guinea, Etiópia, Gabon, Guinea, Kenya, Libéria, Malawi, Mali, Mauritánia, Mozambik, Nigéria, Ruanda, Sierra Leone,  Szváziföld, Tanzánia, Uganda, Zambia, és Zimbabwe területén honos. 
Természetes élőhelyei a szubtrópusi és trópusi folyók és patakok környéke, sziklás területeken. Állandó, nem vonuló faj.

## Megjelenése
Testhossza 17–19 centiméter, testtömege 15–24,5 gramm.

## Életmódja
Főleg rovarokkal táplálkozik.

## Természetvédelmi helyzete
Az elterjedési területe rendkívül nagy, egyedszáma pedig stabil. A Természetvédelmi Világszövetség Vörös listáján nem fenyegetett fajként szerepel.